# Trischidocera yunnanensis
Trischidocera yunnanensis är en tvåvingeart som beskrevs av Chao och Zhou 1987. Trischidocera yunnanensis ingår i släktet Trischidocera och familjen parasitflugor. Inga underarter finns listade i Catalogue of Life.